# Клей (округ, Кентукки)
Клей (англ. Clay County) — округ в США, штате Кентукки. По состоянию на 2010 год, численность населения составляла 21 730 человек. Был основан в 1807 году. Получил своё название в честь американского бизнесмена, плантатора, военного и политического деятеля Грина Клея.

## География
По данным Бюро переписи США, общая площадь округа равняется 1220,1 км², из которых 1219,9 км² суша и 0,18 км² или 0,01 % это водоёмы.

## Население
По данным переписи населения 2010 года в округе проживает 21 730 жителей в составе 8 556 домашних хозяйств и 6 442 семей. Плотность населения составляет 20,00 человек на км2. На территории округа насчитывается 9 439 жилых строений, при плотности застройки около 8,00-ми строений на км2. Расовый состав населения: белые — 93,92 %, афроамериканцы — 4,80 %, коренные американцы (индейцы) — 0,21 %, азиаты — 0,12 %, гавайцы — 0,02 %, представители других рас — 0,23 %, представители двух или более рас — 0,71 %. Испаноязычные составляли 1,36 % населения независимо от расы.
В составе 36,90 % из общего числа домашних хозяйств проживают дети в возрасте до 18 лет, 58,60 % домашних хозяйств представляют собой супружеские пары проживающие вместе, 12,40 % домашних хозяйств представляют собой одиноких женщин без супруга, 24,70 % домашних хозяйств не имеют отношения к семьям, 22,50 % домашних хозяйств состоят из одного человека, 9,00 % домашних хозяйств состоят из престарелых (65 лет и старше), проживающих в одиночестве. Средний размер домашнего хозяйства составляет 2,62 человека, и средний размер семьи 3,06 человека.
Возрастной состав округа: 25,40 % моложе 18 лет, 9,20 % от 18 до 24, 32,60 % от 25 до 44, 22,50 % от 45 до 64 и 22,50 % от 65 и старше. Средний возраст жителя округа 35 лет. На каждые 100 женщин приходится 111,70 мужчин. На каждые 100 женщин старше 18 лет приходится 112,60 мужчин.
Средний доход на домохозяйство в округе составлял 16 271 USD, на семью — 18 925 USD. Среднестатистический заработок мужчины был 24 164 USD против 17 816 USD для женщины. Доход на душу населения составлял 9 716 USD. Около 35,40 % семей и 39,70 % общего населения находились ниже черты бедности, в том числе — 47,60 % молодёжи (тех, кому ещё не исполнилось 18 лет) и 31,30 % тех, кому было уже больше 65 лет.